# Oceanniki
Oceanniki (Oceanitidae) – rodzina ptaków z rzędu rurkonosych (Procellariiformes).

## Zasięg występowania
Rodzina obejmuje gatunki występujące w strefie klimatów tropikalnych i umiarkowanych Oceanu Spokojnego, Atlantyckiego i Indyjskiego oraz na Oceanie Południowym.

## Systematyka
Takson ten tradycyjnie włączany jest do rodziny nawałników (Hydrobatidae), lecz ostatnie badania wykazały, że oceanniki i nawałniki nie są ze sobą blisko spokrewnione, dlatego oceanniki są podnoszone do rangi rodziny. Do rodziny Oceanitidae należą następujące rodzaje:
- Oceanites Keyserling & J.H. Blasius, 1840
- Garrodia W.A. Forbes, 1881 – jedynym przedstawicielem jest Garrodia nereis (Gould, 1841) – oceannik szarogrzbiety
- Pelagodroma Reichenbach, 1853 – jedynym przedstawicielem jest Pelagodroma marina (Latham, 1790) – oceannik białobrewy
- Fregetta Bonaparte, 1855
- Nesofregetta Mathews, 1912 – jedynym przedstawicielem jest Nesofregetta fuliginosa (J.F. Gmelin, 1789) – oceannik białogardły